# Rjava pritlikavka
Rjava pritlikavka je telo, ki zapolnjuje vrzel med orjaškimi plinastimi superorjaki in najmanj masivnimi zvezdami, kamor spadajo rdeče pritlikavke. Njihova masa znaša od 13 Jupitrovih mas pa vse do mase 75 Jupitrov. Kar je več od slednje vrednosti, že spada med zvezde. Po navadi so to degenerirana astronomska telesa, ki so vedno manjša, ko se masa telesa povečuje. Njihovo krčenje je zaustavljeno zaradi tlaka elektronsko degeneriranega plina. Elektroni takšnega plina ne morejo zasesti nižje orbite, zaradi česar se površje teh teles ne krči več. Tiste pritlikavke z maso od 13 do 65 Jupitrovih mas za kratek čas svojega obstoja zlivajo devterij. Tiste z maso nad 65 Jupitri pa zlivajo litij.
Prvič je izraz uporabil Jill Tarter leta 1975, vendar so najprej imele ime črne pritlikavke, kar je v razvrstitvenem sistemu označevalo temna podzvezdna telesa, ki se prosto premikajo po vesoljskem prostoru, vendar ne morejo zlivati vodika (izraz črna pritlikavka se nanaša na zadnjo stopnjo življenja bele pritlikavke, ki se je že tako zelo ohladila, da ne seva več vročine ali vidne svetlobe). Predlagali so tudi druga imena: med drugim planetar in podzvezda.